# タレス・トライジャ・ジ・ソウザ
タレス・トライジャ・ジ・ソウザ（Tales Tlaija de Souza, 1990年1月20日 - ）は、ブラジル・リオデジャネイロ州ポルトアレグレ出身のサッカー選手。ポジションはミッドフィールダー。

## 経歴
SCインテルナシオナルの育成組織で育ち、2009年にトップチームに昇格した。ユース年代のブラジル代表として最多となる76試合に出場した（資料によっては74試合）。ブラジル代表として2005年に南米U-15選手権、2007年に南米U-17選手権、2009年に南米ユース選手権に優勝。2007年には2007 FIFA U-17ワールドカップに出場した。タレスは彼の年代の選手の中では唯一、ユース年代のすべてのブラジル代表チームに招集された選手だった。
2010年のプレシーズン、タレスはポルトガルのスポルティング・ブラガの練習に参加したが、同クラブではプレーすることはなく、9月3日にスポルティング・クルーベ・デ・ポルトゥガルへのレンタル移籍が発表された。スポルティングでは2試合（UEFAヨーロッパリーグのレフスキ・ソフィア戦、リーグカップのエストリル戦）でベンチ入りしたが、いずれも出場はなかった。 翌年、インテルナシオナルに復帰した。
2012年、ASAに加入したが、試合に出場することなくクラブを離れた。タレスが起用されない理由について、ASAの会長は低調なパフォーマンスのためと説明した。
所属クラブがない期間、タレスはトライアスロンのトレーニングを行っていた。2013年1月、ポルトガルのGDジョアネと契約し、2012-13シーズンのポルトガル3部で12試合に出場した。その後タイのスパンブリーFCでプレーした。
2014年、クウェートのアル・ヤルムークSCと契約した。2014年8月1日、FC大阪に完全移籍で加入した。FC大阪ではリーグ戦1試合に出場したが、シーズン中に負った怪我からの復帰の目処が立たず、2015年1月22日に契約解除が発表された。
サッカー選手を引退後、タレスは本格的にトライアスロンに打ち込むようになったが、股関節の負傷により断念を余儀なくされた。

## タイトル
ブラジル代表
- 仙台カップ国際ユースサッカー大会：2008
- 南米U-15選手権：2005
- 南米U-17選手権：2007
- 南米ユース選手権：2009